# Cucina macedone

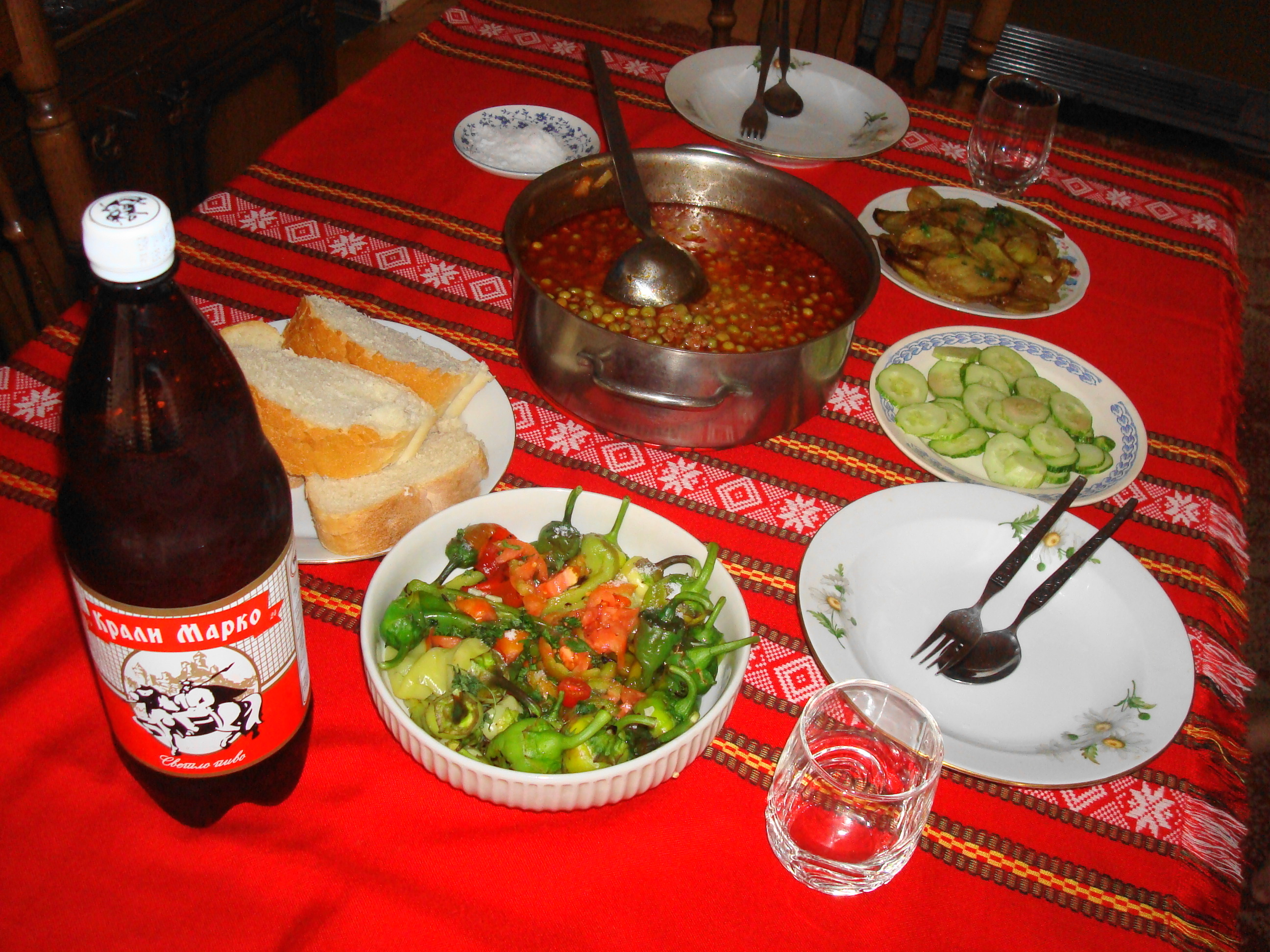
Piatti tradizionali macedoni.

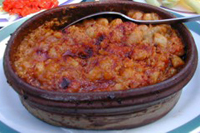
Tavče gravče, il piatto nazionale della Macedonia del Nord.

La cucina macedone è la cucina tradizionale evolutasi in Macedonia del Nord e che riflette le influenze della cucina mediterranea e quella mediorientale e, in minor parte, le influenze delle cucine italiana, tedesca e ungherese.
Il clima relativamente mite della Macedonia del Nord favorisce le condizioni di crescita per vari tipi di verdura, erbe e frutta. Nella cucina macedone sono anche degni di nota i latticini, i vini e gli alcolici locali, come ad esempio il rakija.
Tra le carni, il manzo, il maiale, l'agnello, il montone e il pollo sono le più comuni (il maiale viene cucinato raramente per minoranza musulmana).
Il piatto e la bevanda nazionale macedoni sono rispettivamente il tavče gravče e il mastika.

## Cibi tradizionali macedoni

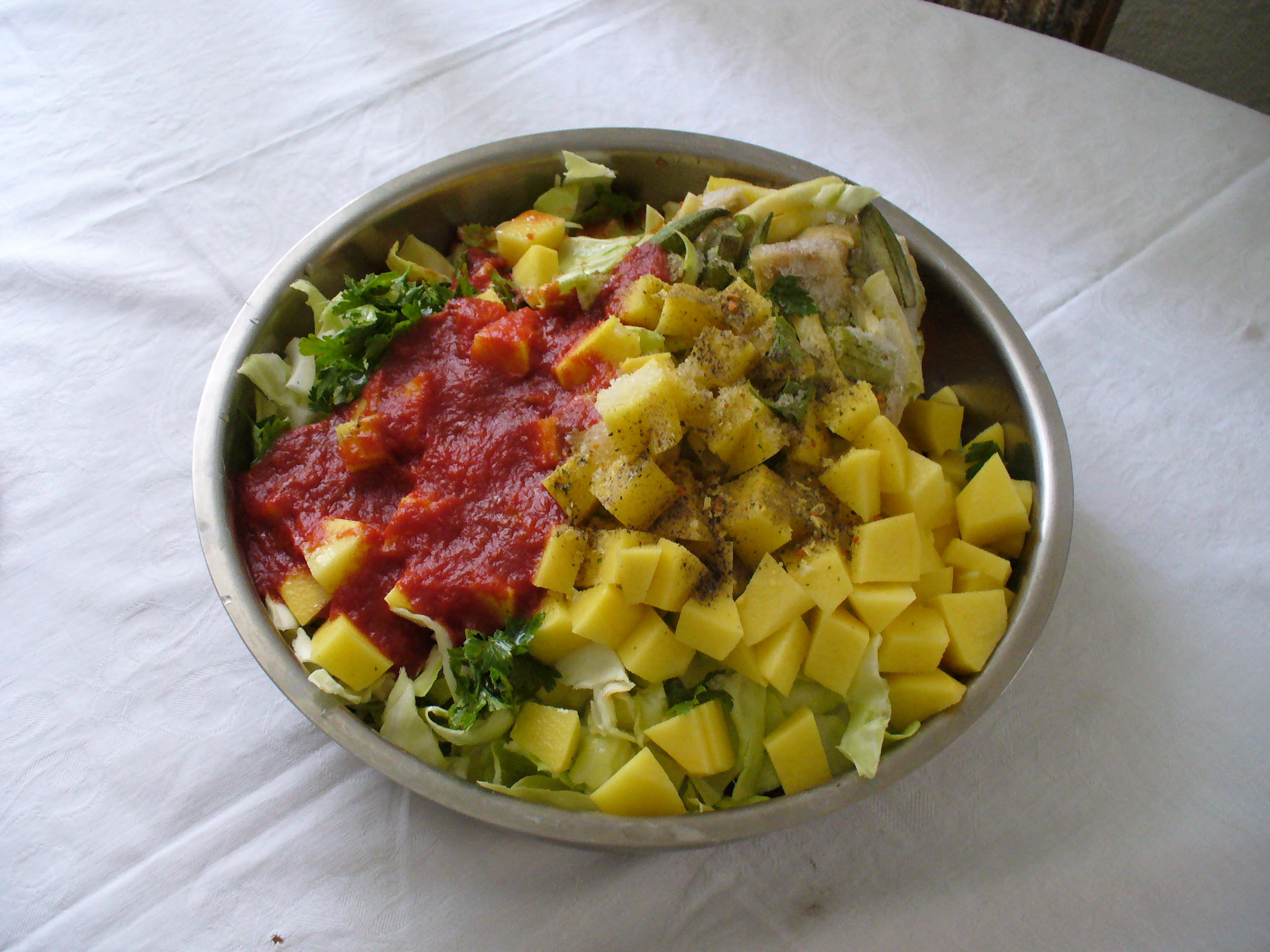
Turli tava

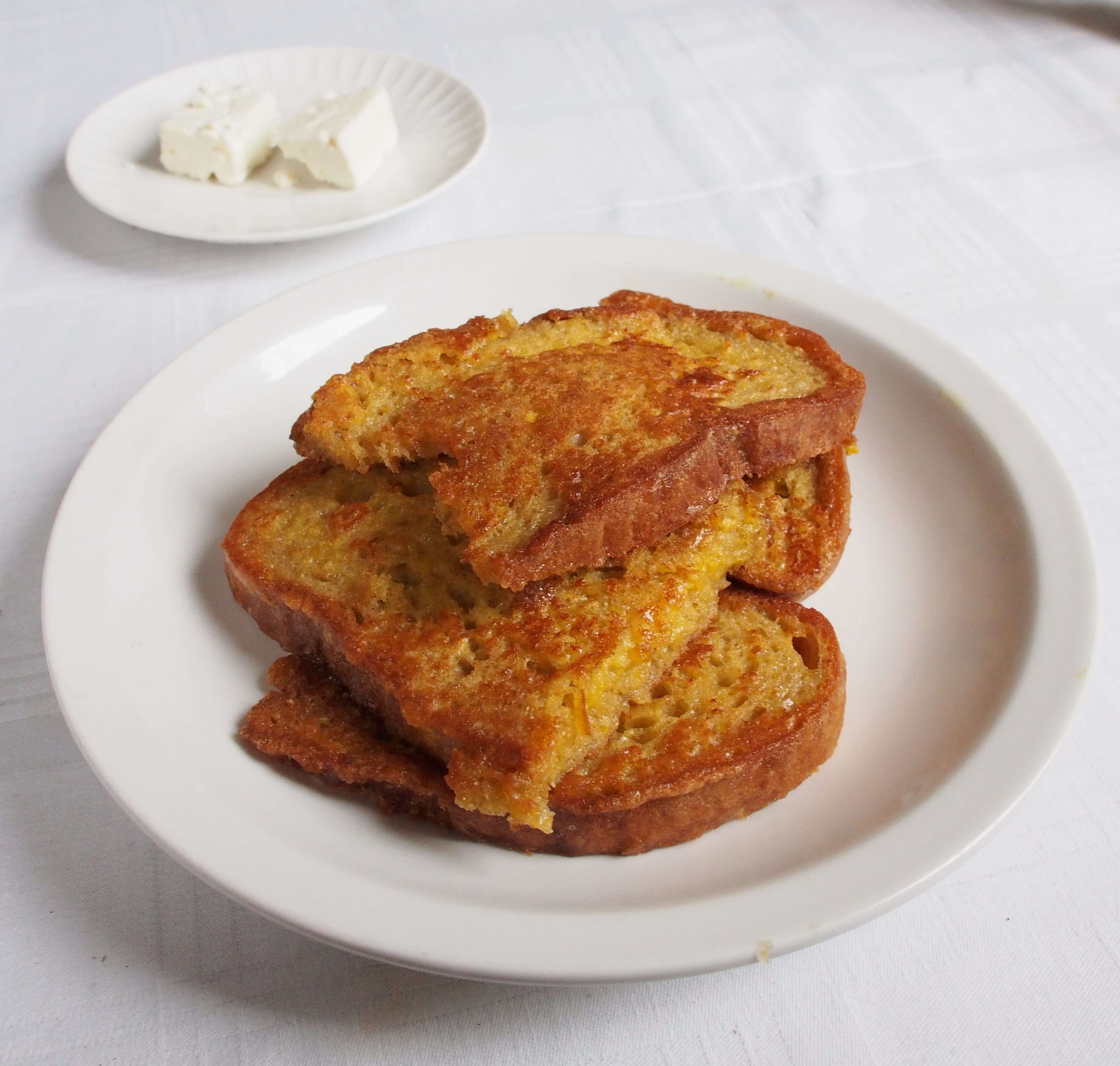
Prženi lepčinja, piatto tipico per colazione.

- Tavche gravche
- Turli tava
- Ajvar
- Kebapi
- Polneti Piperki
- Pita
- Burek
- Malidzano
- Musaka
- Pindzur
- Popara
- Pastrmajlija
- Sharplaninski ovchi Kashkaval
- Shirden e Kukurek
- Sarma
- Kisela Zelka e Rasolnica
- Mekici
- Chorba od Kopriva
- Kompir Mandza
- Pleskavica
- Kachamak
- Zelnik
- Selsko meso
- Tarator

## Dessert tradizionali macedoni

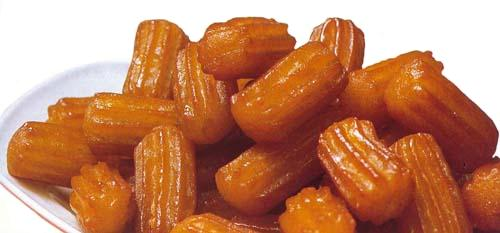
La tulumba, originaria della Turchia, è diffusa anche in Macedonia.

- Kadaif
- Med
- Tulumba
- Palačinki (crêpe)
- Kompot
- Lokum
- Baklava

## Bevande

### Caffè

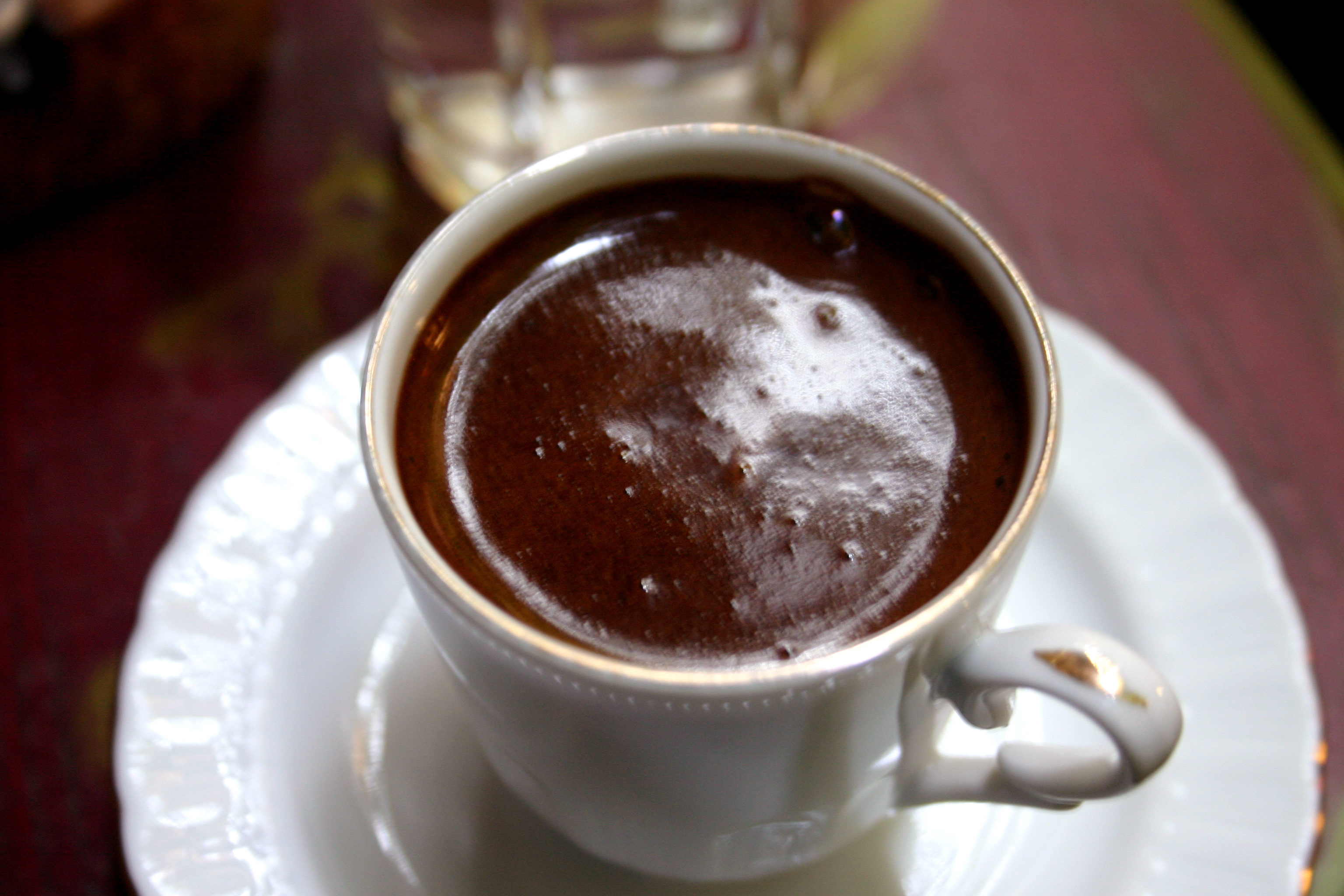
Caffè turco

La Repubblica di Macedonia ha una notevole cultura del caffè e il caffè turco è quello più popolare, anche se altre bevande di tradizione occidentale come il mocaccino, il cappuccino e il caffellatte sono molto diffuse.

### Alcoliche

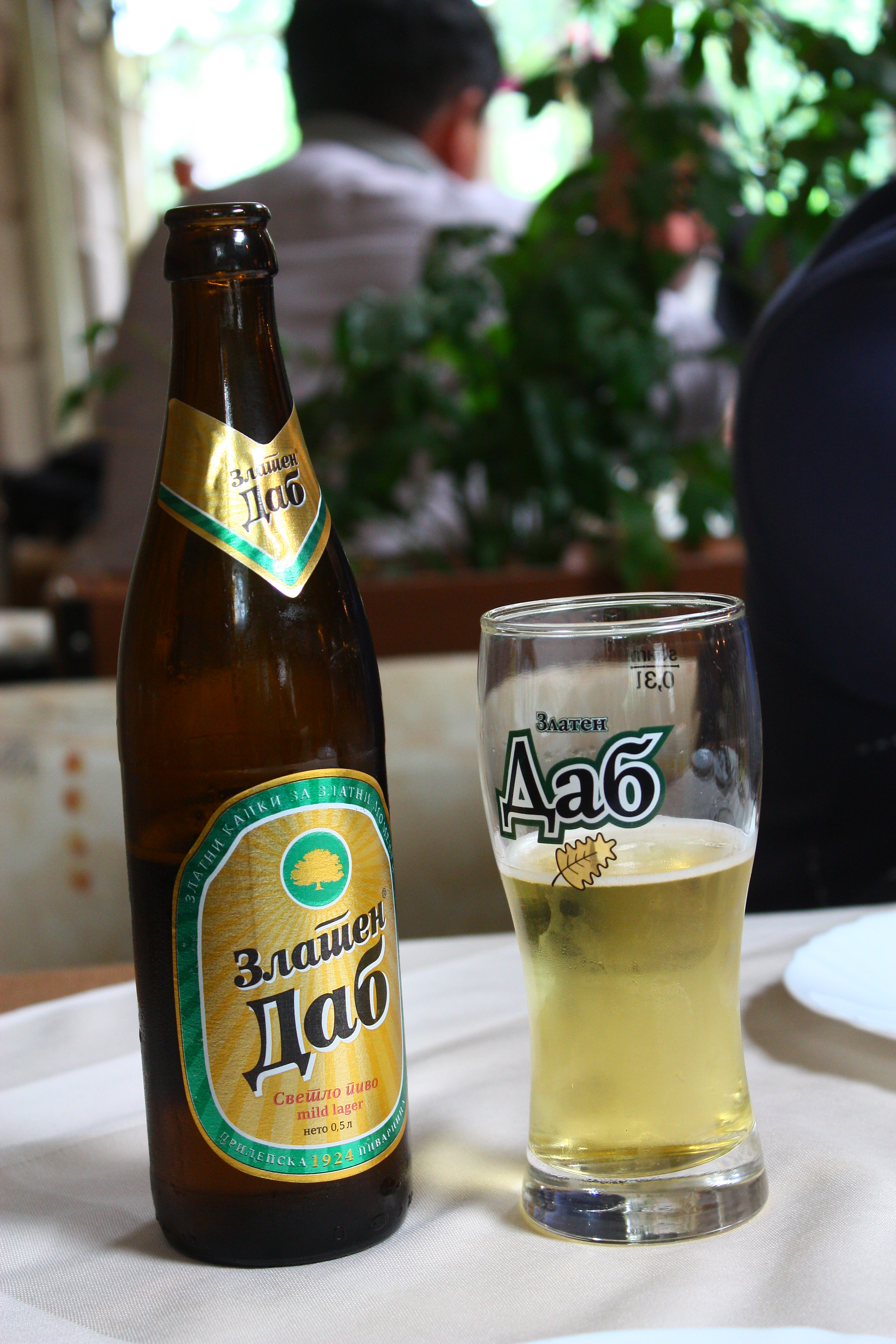
Zlaten Dab, una birra macedone di alta qualità con l'11% di malto e il 4,5% di alcol.

- Vino
  - Vranec
  - Traminec
  - Alexandria
  - Smederevka
- Mastika
- Rakija
- Birra
  - Skopsko
  - Krali Marko
  - Zlaten Dab
  - Gorsko
  - Bitolsko
  - Kenbach
- Boza

### Analcoliche
- Salep
- Yogurt (Kefir)
- Acqua minerale
  - Gorska Voda
  - Pelisterka
  - Pella rosa
  - Ilina
  - Kozufcanka
  - Strumka